# بانک ملی افغانستان
بانک ملی افغانستان، شرکت خدمات مالی و بانکداری در افغانستان است که در تاریخ ۹ ثور ۱۳۱۲ ه‍.خ با سرمایۀ اولیۀ ۳۵ میلیون افغانی معادل ۳٫۵ میلیون دالر توسط توسط تاجر هراتی، عبدالمجید زابلی در کابل بنیانگذاری و آغاز به فعالیت نمود.

## تاریخچه
این بانک به‌عنوان نخستین بانک افغانستان، ساختار بانکداری را در سطح کشور پایه‌گذاری کرد و تا پیش از تاسیس دَ افغانستان بانک وظایف بانک مرکزی افغانستان   را نیز پیش برده بود.
سهام بانک ملی افغان با ترکیب ۲۸٪ مربوط به دولت و ۷۲٪ مربوطه به بخش خصوصی بوده که با روی کارآمدن دولت وقت، تمام سهام این بانک  در سال ۱۳۵۵ هجری خورشیدی ملی اعلام گردید.

## پیوندبه بیرون
- وبگاه رسمی بانک ملی افغانستان
- وبگاه رسمی بانک مرکزی افغانستان